# Strövelstorps socken
Strövelstorps socken i Skåne ingick i Södra Åsbo härad, före 1889 även en del i Luggude härad. och är sedan 1971 en del av Ängelholms kommun, från 2016 inom Strövelstorps distrikt.
Socknens areal är 46,02 kvadratkilometer varav 45,35 land. År 1994 fanns här 1 778 invånare. Vegeholms slott samt tätorten Strövelstorp med sockenkyrkan Strövelstorps kyrka ligger i socknen.

## Administrativ historik
Socknen har medeltida ursprung. En del av socknen (Bosarp, Hasslarp, Pankarp, Pilabo, Vemmentorp och Brohus) tillhörde före 1889  Luggude härad, Malmöhus län och överfördes då till samma härad och län som övriga socknen.
Vid kommunreformen 1862 övergick socknens ansvar för de kyrkliga frågorna till Strövelstorps församling och för de borgerliga frågorna bildades Strövelstorps landskommun. Landskommunen uppgick 1952 i Ausås landskommun som 1971 uppgick i Ängelholms kommun. Församlingen utökades 1998.
1 januari 2016 inrättades distriktet Strövelstorp, med samma omfattning som Strövelstorps församling hade 1999/2000 och fick 1998, och vari detta sockenområde ingår.
Socknen har tillhört län, fögderier, tingslag och domsagor enligt vad som beskrivs i artikeln Södra Åsbo härad. De indelta soldaterna tillhörde Norra skånska infanteriregementet och Skånska husarregementet.

## Geografi
Strövelstorps socken ligger söder om Ängelholm vid Skälderviken och kring Vegeån. Socknen är en odlad slättbygd med skog vid kusten.

## Fornlämningar
Sex boplatser från stenåldern är funna. Från bronsåldern finns fyra gravhögar.

## Namnet
Namnet skrevs 1241 Strypilsthop och kommer från kyrkbyn. Efterleden är torp, 'nybygge'. Förleden är troligen strypil, 'sturpe' syftande på ett smalt terrängparti..